# Flora (planetoïde)
(8) Flora is een planetoïde met een baan in de planetoïdengordel tussen de planeten Mars en Jupiter. Flora bevindt zich gemiddeld ongeveer 2,2 astronomische eenheden van de zon. Met afmetingen van 136×136×113 km en een massa van 8.47 × 1018 kg is Flora de grootste planetoïde die zo dicht bij de Zon staat. Vanaf de aarde gezien kan Flora tijdens opposities een magnitude van gemiddeld +8,7 bereiken, tijdens gunstige opposities (als de planetoïde zich in de buurt van haar perihelium bevindt) kan de helderheid oplopen tot +7,9.

## Ontdekking en naamgeving
Flora werd op 18 oktober 1847 ontdekt door de Engelse astronoom John Russell Hind, die eerder planetoïde (7) Iris ontdekt had. De planetoïde is genoemd naar de Romeinse godin van de bloemen, Flora. Flora was de achtste planetoïde die ontdekt werd. Tot de ontdekking van de veel kleinere planetoïde (149) Medusa in 1875 was ze de dichtstbijzijnde planetoïde die bekend was.

## Eigenschappen
Uit lichtcurve-analyse blijkt dat Flora's as in de richting (β, λ) = (16°, 160°) staat in het ecliptisch coördinatenstelsel, met een onzekerheid van 10°. De axiale helling is daarmee ongeveer 78°.
Flora is een S-type planetoïde: het spectrum wijst erop dat het oppervlak bestaat uit silicaten als olivijn en pyroxeen en metalen als nikkel en ijzer. Ze is verreweg het grootste lichaam in de Florafamilie. Ze bevat ongeveer 80% van de totale massa van de familie. Waarschijnlijk is Flora de overgebleven kern van een planetesimaal die uit elkaar werd geslagen tijdens een of meerdere grote inslagen. Flora is waarschijnlijk een aggregaat van na de inslag weer bij elkaar gekomen brokstukken.
De Florafamilie wordt gezien als mogelijke oorsprong van het type op aarde gevonden meteorieten dat L-chondrieten wordt genoemd. Dit type bevat ongeveer 38% van alle op aarde gevonden meteorieten.